# Amqui
Amqui is een kleine stad (ville) in de Canadese provincie Québec en telt 6.395 inwoners (2006). Het is de hoofdplaats van Matapédia.
De naam, ook wel geschreven als humqui, unkoui of ankwi, komt van het Mi'kmaq en betekent "waar men zich amuseert" of "plaats van plezier".

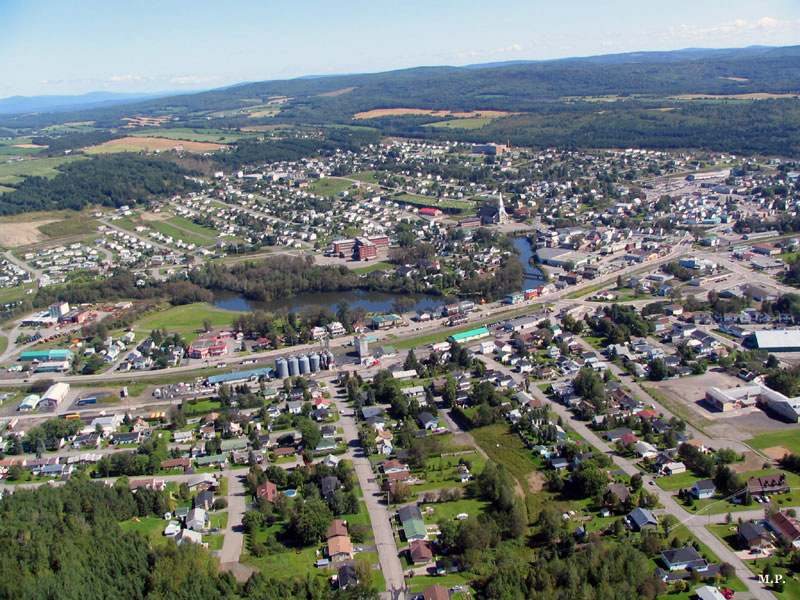
Amqui